# Vlag van Moskou
De vlag van Moskou is in gebruik sinds 1 februari 1995. De vlag is afgeleid op het schild van het traditionele stadswapen. Hij is donkerrood met in het midden de beeltenis van Joris van Cappadocië. Hij is gekleed in een harnas en een blauwe kaap, rijdt op een wit paard en verslaat een draak. Het huidige wapen is gebaseerd op een versie uit 1781. Aangenomen wordt dat de kleuren van het veld, het paard en de cape de basis vormden voor de nationale kleuren van Rusland. Sint-Joris, de traditionele beschermheilige van Moskou, werd tijdens de Sovjetperiode vervangen door een socialistisch ontwerp. De traditionele wapens werden hersteld na het uiteenvallen van de Sovjet-Unie.
Tussen 29 september 1994 en 1 februari 1995 was het dundoek lichtrood; sindsdien is deze dundoek donkerrood.